# Caudal (comarca)
Caudal is een comarca (Asturisch: cotarru) van de Spaanse provincie en autonome regio Asturië. De hoofdstad is Mieres del Camino, de oppervlakte 823,89 km² en het heeft 75.575 inwoners (2003).

## Gemeenten
Aller, Lena, Mieres del Camino.
Avilés · Caudal · Eo-Navia · Gijón · Nalón · Narcea · Oriente · Oviedo